# Панамериканский чемпионат по самбо 2024
Панамериканский чемпионат по самбо 2024 года прошёл в городе Куяба (Бразилия) 23 — 25 августа. На чемпионате проходили соревнования по спортивному, боевому и пляжному самбо.

## Медалисты

### Мужчины
| Весовая категория | Золото                         | Серебро                            | Бронза                                                              |
| ----------------- | ------------------------------ | ---------------------------------- | ------------------------------------------------------------------- |
| до 58 кг          | Фаллас Очоа Пабло · Коста-Рика | Армандо Вилласенор Роман · Мексика | Луис Молина Рамирес · Колумбия Геральдо Ибарра · Эквадор            |
| до 64 кг          | Тэйлор Вебер · США             | Энтони Молина · Коста-Рика         | Тонитоо Фелис · Доминиканская Республика Даниэл Гутиерес · Колумбия |
| до 71 кг          | Иван Лопучанский · США         | Ханс Молина · Коста-Рика           | Габриэл Анжос · Бразилия Эдуардо Гутиерес · Мексика                 |
| до 79 кг          | Даниэл Собрепена · США         | Матео Вега · Уругвай               | Франко Маззарели Отто · Чили Ерко Кастро Фернандес · Боливия        |
| до 88 кг          | Эдуард Гарсия · Венесуэла      | Матеус Гонсалвес · Бразилия        | Эстебан Бренес · Коста-Рика Луис Браво · Колумбия                   |
| до 98 кг          | Густаов Ассис · Бразилия       | Эрик Завала · Гондурас             | Джошуа Уэйд · США Нестор Казасола · Боливия                         |
| свыше 98 кг       | Винициус Абреу · Бразилия      | Мойсес Фредерик · Никарагуа        | Луис Авелланеда Ортис · Колумбия Марко Сонтрерас Бохоркес · Мексика |

### Женщины
| Весовая категория | Золото                                | Серебро                             | Бронза                                                          |
| ----------------- | ------------------------------------- | ----------------------------------- | --------------------------------------------------------------- |
| до 50 кг          | Аний Леон · Колумбия                  | Эстолия Лара Паредес · Мексика      | Адриана Эстрада Кондори · Боливия                               |
| до 54 кг          | Луизиана Кампос · Венесуэла           | Лорена Арруда де Фрейтас · Бразилия |                                                                 |
| до 59 кг          | Рейна Кордоба · Коста-Рика            | Стефани Заварелла · Венесуэла       | Натассия Ачос · Бразилия Данэлли Хименес · Колумбия             |
| до 65 кг          | Мартина Васкес · Уругвай              | Хендримар Родригес · Венесуэла      | Мария Пена · Доминиканская Республика Даира Бангуэро · Колумбия |
| до 72 кг          | Римарис Карраскел · Венесуэла         | Синтия Плакис · США                 | Ракел Сантос · Бразилия Камила Медел · Чили                     |
| до 80 кг          | Николь Кастро · Коста-Рика            | Малена Диас Риво · Куба             | Фабиана Хоса · США София Морейра · Бразилия                     |
| свыше 80 кг       | Присцила Родригес де Соуза · Бразилия |                                     |                                                                 |

### Боевое самбо
| Весовая категория | Золото                                           | Серебро                                   | Бронза                                                        |
| ----------------- | ------------------------------------------------ | ----------------------------------------- | ------------------------------------------------------------- |
| до 58 кг          | Луис де Хесус Сориано · Доминиканская Республика | Гералдо Ибарра · Эквадор                  | Брандон Хименес · Коста-Рика Торин Макфайден · Канада         |
| до 64 кг          | Лукас Боррегалес · Венесуэла                     | Энтони Молина · Коста-Рика                | Артуро Родригес · США Тонито Фелис · Доминиканская Республика |
| до 71 кг          | Пол Амая · Венесуэла                             | Бруно Виланова · Уругвай                  | Ханс Молина · Коста-Рика Иван Лопучанский · США               |
| до 79 кг          | Хуан Контрерас · Колумбия                        | Тео Рлаянг · США                          | Матео Вега · Уругвай Рубен Куахикалко · Мексика               |
| до 88 кг          | Мэттью Колхаун · Ямайка                          | Эрвин Калдерон Вака · Эквадор             | Хуан Пабло Доти · Уругвай Хосе Молина · Гондурас              |
| до 98 кг          | Томас Кариако · Венесуэла                        | Эммануэл Урибе · Доминиканская Республика | Эрик Завала · Гондурас Нестор Казасола · Боливия              |
| свыше 98 кг       | Марко Контрерас Бохоркес · Мексика               | Рикардо Тиагор · Бразилия                 | Мойсес Фредерик · Никарагуа Бран Флорес · Гондурас            |

### Боевое самбо (женщины)
| Весовая категория | Золото                           | Серебро                        | Бронза                                                             |
| ----------------- | -------------------------------- | ------------------------------ | ------------------------------------------------------------------ |
| до 50 кг          | Эстолия Лара Паредес · Мексика   | Ания Леон · Колумбия           |                                                                    |
| до 54 кг          | Лиузиана Кампос · Венесуэла      | Силвия Гизел Пина · Мексика    |                                                                    |
| до 59 кг          | Рейна Кордоба · Коста-Рика       | Стефания Заварелла · Венесуэла | Астрид Гонсалес Солис · Колумбия Гретхен Селлар Элизалде · Мексика |
| до 65 кг          | Хендримар Родригес · Венесуэла   | Юдит Сьерра · Никарагуа        | Мартина Васкес · Уругвай Норма Хименес · Коста-Рика                |
| до 72 кг          | Роса Кастилло Барранко · Мексика | Римарис Карраскел · Венесуэла  | Ливия Гомес де Арруда · Бразилия                                   |
| до 80 кг          | Николь Кастро · Коста-Рика       | Фабрина Хоса · США             | Нэнси Эрнандес · Мексика Леорица Гуэрреро · Венесуэла              |